# Battaglia di Longarone

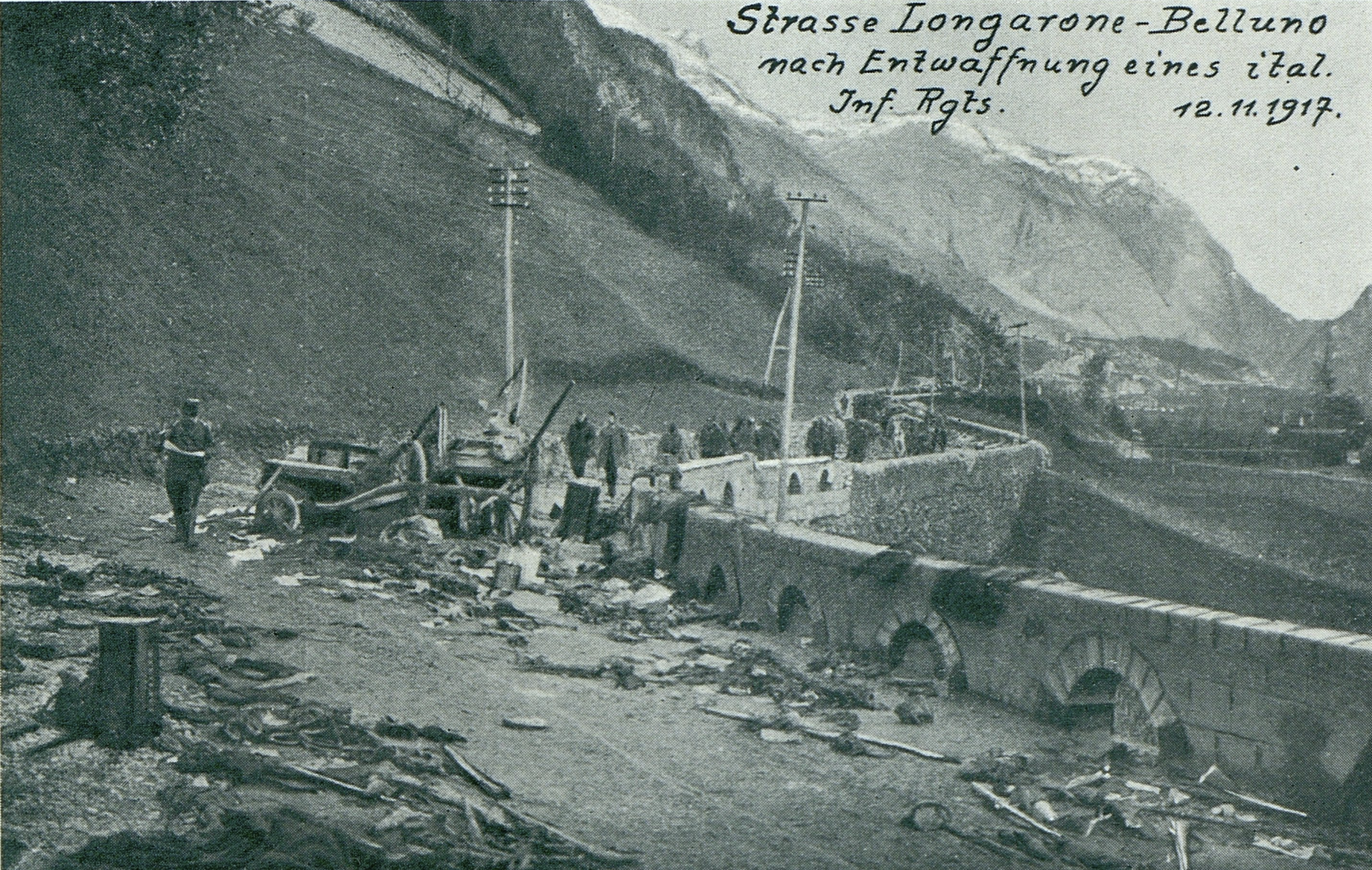
La strada Longarone-Belluno dopo il disarmo del reggimento italiano di fanteria il 13 novembre 1917

La battaglia di Longarone ebbe luogo durante la prima guerra mondiale.

## Storia
Così scriveva nel bollettino del 10 novembre 1917 il tenente (e futuro feldmaresciallo) Erwin Rommel, che con poche truppe aveva accerchiato le retroguardie della quarta armata italiana in ritiro dal Cadore:
Quindi la cifra finale, tra i nove ed i diecimila prigionieri (compresi quelli fatti dagli austriaci), è del tutto plausibile.
Gli italiani, in ritardo di quattro giorni rispetto al ritiro programmato, si erano arresi di fronte a un nemico numericamente inconsistente, tanto che l'episodio ebbe un vasto clamore a Roma e ci fu successivamente una inchiesta promossa dallo Stato Maggiore, allo scopo di capire le motivazioni di tale resa di massa.
È facile pensare che dopo la battaglia di Caporetto il panico tra le sfiduciate truppe italiane avesse avuto il sopravvento, tanto da credere che i tedeschi arrivati prontamente da Maniago e scesi dalla valle del Vajont fossero molti di più. A ciò si aggiunse il tiro incrociato dei tedeschi e il fatto che essendo notte, le truppe italiane pensarono di trovarsi di fronte ad un nemico con forti forze in loco e non certo di fronte a pochi soldati che d'impeto erano scesi a fondo valle ed avevano loro tagliato la strada, sulla linea imposta dal generale Cadorna, secondo la direttrice fra Belluno e Feltre, per prendere posto tra il Montello e il Monte Tomba.